# Oberbaumbrücke

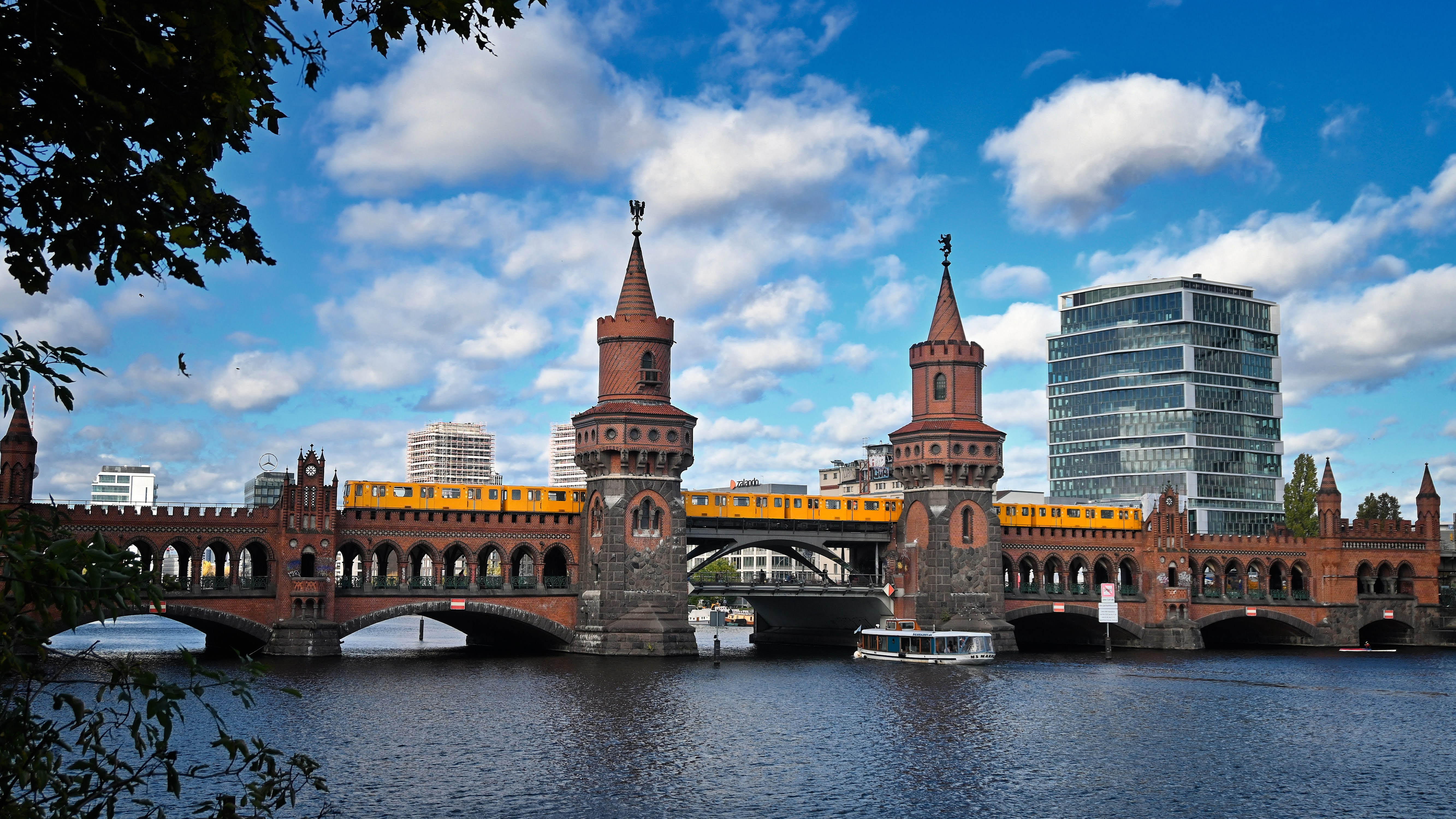
Oberbaumbrücke

Friedrichshain-Kreuzbergs vapensköld

Oberbaumbrücke är en bro i Berlin. Den går över floden Spree mellan stadsdelarna Kreuzberg och Friedrichshain. Sedan 2001 ligger den i det sammanslagna stadsdelsområdet Friedrichshain-Kreuzberg och har blivit symbol för det nya distriktet, då det är den enda bron som direkt sammanbinder de två stadsdelarna. Sedan 2003 finns bron även på stadsdelsområdets vapensköld.
Bron påbörjades 1894 och färdigställdes 1896 av arkitekten Otto Stahn. 1902 anbringades spår på övre delen av bron för Berlins tunnelbana. Under andra världskriget blev bron delvis bombad och den 23 april 1945 sprängd efter order från Adolf Hitler. Efter kriget restaurerades bron delvis, men efter Berlinmurens uppförande upphörde det, eftersom muren delade bron itu. Bron blev då till en gränsövergång för fotgängare.
Efter Berlinmurens fall 1989 restaurerades bron färdigt och sedan 1995 utnyttjas den till tunnelbana- och biltrafik igen. Tunnelbanan utgår från Bahnhof Berlin Warschauer Strasse och går sedan vidare över bron.
Bron förekommer i många skildringar av Berlin. Till de mest kända hör Tom Tykwers film Spring Lola! (1998).